# Even Apeldoorn bellen

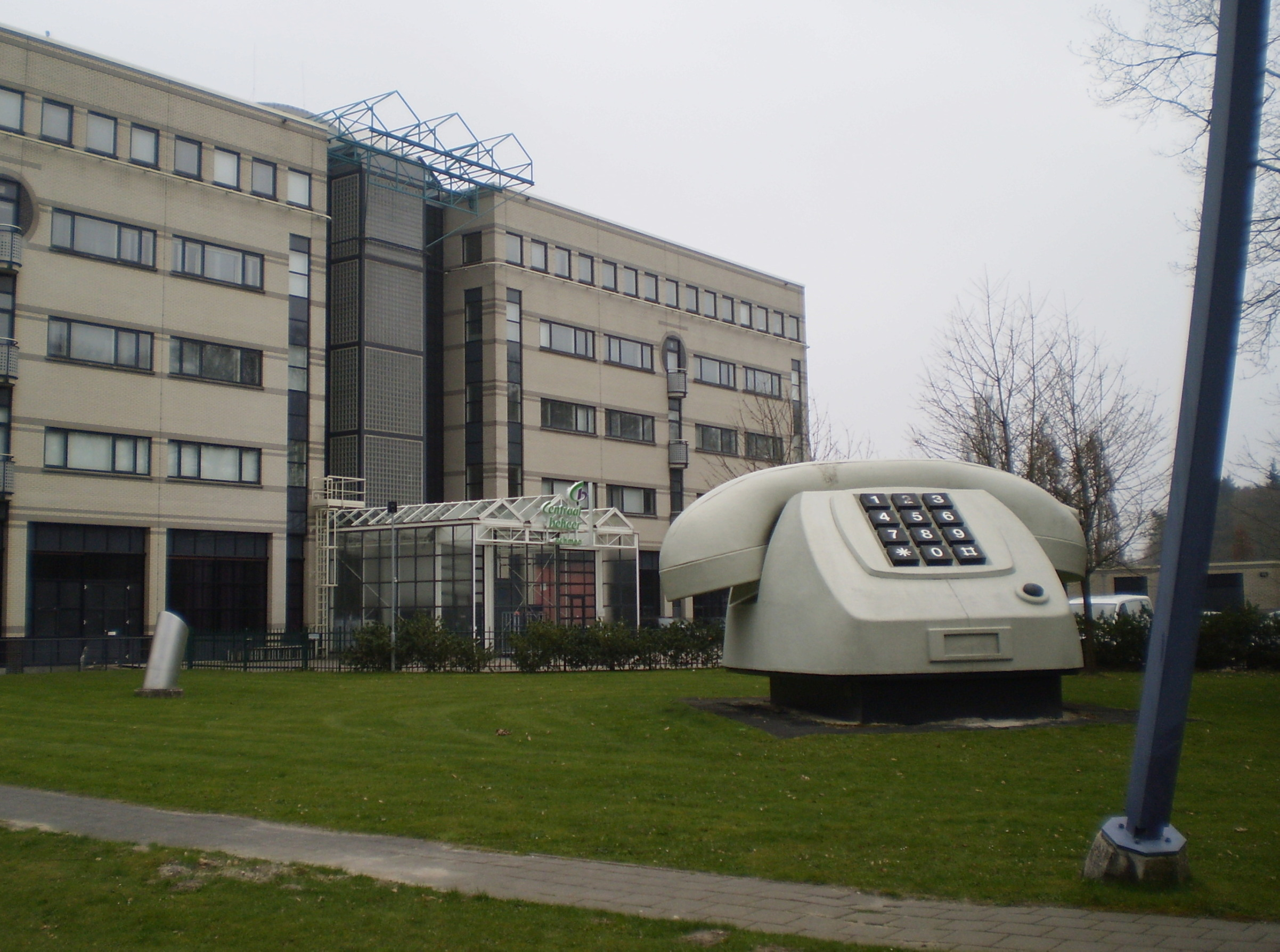
De grote telefoon bij het pand van Centraal Beheer in Apeldoorn-Zuid was van 1992 tot 2012 een beeldbepalend object van het concern

Even Apeldoorn bellen is een bekende reclameleus van het Nederlandse verzekeringsbedrijf Centraal Beheer die sinds 1986 wordt gebruikt in diverse reclame-uitingen van het bedrijf.
De titel verwijst naar de vestigingsplaats van het hoofdkantoor, Apeldoorn en de werkwijze van dit verzekeringsbedrijf als 'direct writer' (telefonisch zaken doen).

## Voorgeschiedenis
De Coöperatieve Vereniging "Centraal Beheer" GA, besloot in 1968 te verhuizen van Amsterdam naar Apeldoorn, waar door de beroemde architect Herman Hertzberger een bijna futuristisch kantoorpand werd ontworpen.
Centraal Beheer huisde voorheen in het voormalige GAK-gebouw en had hierdoor een ambtelijk imago, voor zover er überhaupt van bekendheid sprake was. Midden jaren 70 wilde het bedrijf naast de zakelijke markt tevens de consumentenmarkt betreden.

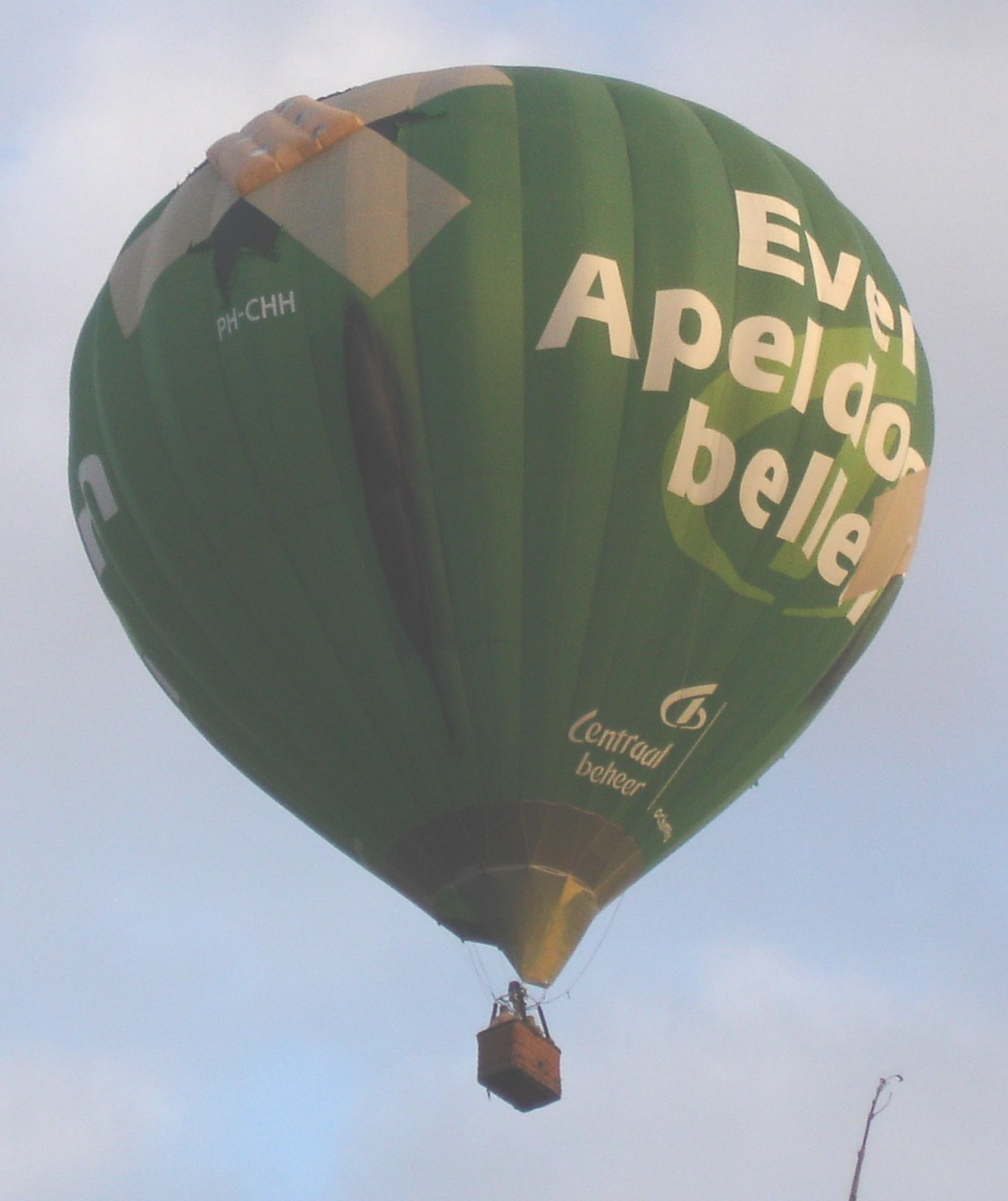
Luchtballon met de beroemde slogan

## Geudeker/Oerlemans
In 1978 besloot de directie onder leiding van directeur jhr. Geert Boreel, om het toen nog jonge en als creatief bekendstaande reclamebureau Geudeker/Oerlemans (GO) in de arm te nemen om merkbekendheid te creëren. Uiteindelijk leidde dit tot het campagneconcept "Even Apeldoorn bellen", waarmee in drie woorden zowel de (nieuwe) vestigingsplaats als de werkwijze duidelijk werden gemaakt.
De doelstelling van de campagne was om Centraal Beheer als een frisse, sympathieke en menselijke verzekeringsmaatschappij neer te zetten, in een tijd dat deze bedrijfstak nog tamelijk conservatief en gesloten was.
"Even Apeldoorn bellen" werd het reclamethema waarmee het bedrijf bekendheid kreeg in de markt. Het concept werd begeleid en bewaakt door de toenmalige reclamechef Aad Muntz, die later, van 1985 tot 1995, tevens directeur reclame & pr van het bedrijf zou zijn. De televisiecommercials blijken door de jaren heen hoog te scoren bij het Nederlandse kijkerspubliek. Het bedrijf heeft driemaal een Gouden Loeki gekregen voor het beste reclamespotje, terwijl het reclamebureau er vele prijzen mee heeft gewonnen.
Het bedrijf heeft een groot aantal humoristische reclamefilmpjes laten maken voor de televisie en de bioscoop. In de beginperiode was het 'verplicht' om het getoonde 'ongeluk' te koppelen aan een verzekeringsproduct van Centraal Beheer. Later werd deze doelstelling losgelaten, waardoor de situaties een hoge mate van hilarisch niveau bereikten, wat de herinneringswaarde uiteraard ten goede kwam.
Zoals eerder gemeld was het reclamebureau achter de spotjes (start 1986) Geudeker/Oerlemans - na de fusie met het Franse RSCG, werd het GO/RSCG - en het heeft veel overredingskracht gekost om Centraal Beheer op televisie te krijgen. De reden hiervoor was dat Centraal Beheer toentertijd voor meer dan 90% actief was in de zakelijke markt, en de consumentenmarkt eigenlijk toevallig betreden was doordat de Consumentenbond bekendmaakte dat de hypotheken van Centraal Beheer zo goed waren.
Uiteindelijk, mede door inzet van jhr. Geert Boreel, toenmalig voorzitter van de raad van bestuur, zijn de eerste reclamefilms gemaakt naar een script van Christian Oerlemans, die het concept samen met artdirector Fons Bruijs heeft ontwikkeld.

## Eerste filmpjes
- Dinosaurus, het eerste reclamespotje uit 1985 is gefilmd bij Arti et Amicitiae in Amsterdam. Een echtpaar bezoekt een museum waar het skelet van een dinosaurus staat opgesteld. De man niest en het skelet stort in elkaar, waarop hij zegt: "Even Apeldoorn bellen".
- Caravan volgde daarna. Een echtpaar parkeert hun caravan op een klif nabij de zee. De man koppelt de caravan af en de auto rolt de afgrond in. Waarop het opnieuw eindigt met de reclameleus.
- Parachutist en Riolering werd gemaakt naar een script van Oerlemans/Bruijs met als regisseur Ko Koedijk. Parachutist toont een ruwe instructeur die met vaardige hand parachutisten uit een vliegtuig werkt. Dan klinkt er een schreeuw. De parachute opent niet. Hoewel elke parachutist - ondanks de schreeuw van schrik - een reserveparachute heeft, wordt dit filmpje later van de televisie geweerd wegens 'levensgevaarlijke beelden'.

Het thema "Even Apeldoorn bellen", bedoeld om Centraal Beheer als merk in de markt te zetten en tegelijk te positioneren als direct writer (gemakkelijk en snel verzekeringen regelen per telefoon), werd meteen opgepakt door André van Duin in een van zijn televisieshows. Al na twee jaar televisiereclame stond Centraal Beheer bij de top drie van bekendste verzekeringsbedrijven.
Na twee jaar kwam er een eind aan de samenwerking met de bedenkers van de campagne en werd het bureau DDB Amsterdam ingeschakeld. Uit deze periode zijn onder meer:
- Pits, waarin een racewagen wegrijdt terwijl er een wiel achterblijft.
- Striptease, een bioscoopreclamefilm waarvan tijdens de uitkleedscène de film 'afbrak'; op dat moment verscheen de tekst "Even Apeldoorn bellen".
- Egel, een spotje over een strepentrekker die zich laat afleiden door een overstekend egeltje. Dit reclamespotje won internationale prijzen.

In de jaren negentig werden de spots heftiger.
- Museum, een jongen (gespeeld door de Schotse acteur Ewen Bremner) bewerkt een voodoo-pop die lijkt op Bill Clinton en op datzelfde moment zag men Bill Clinton omvallen. Hoewel het spotje diverse prijzen won, was het Witte Huis not amused en moest het spotje van het scherm.[3]
- Joyriding was ook spraakmakend. Een jongen (gespeeld door een jonge Britse acteur die in werkelijkheid ook geen rijbewijs bezat[4]) rijdt tegen de auto van advocaten Max en Bram Moszkowicz.
- Help!, ook hiervoor werd een bekende Nederlander ingeschakeld: Bananasplit-presentator Ralph Inbar, die aan de dakgoot blijft hangen en niet geholpen wordt, omdat toegesnelde mensen denken dat het om een verborgencameragrap gaat.

## Teruggetrokken spotjes
In 2006 haakte de campagne in op de gang van zaken rond de gevraagde naturalisatie van de voetballer Salomon Kalou. In het spotje blijkt Kalou niet tot Nederlander, maar tot Duitser te zijn genaturaliseerd. Kalou had zich bereid verklaard tegen betaling hieraan mee te werken, maar vanwege een bepaling in het contract met zijn club Feyenoord, had hij als voorwaarde gesteld dat Feyenoords sponsor, Fortis, toestemming zou geven voor zijn medewerking aan het filmpje. Fortis, een concurrent van Centraal Beheer, gaf geen toestemming. Toen Centraal Beheer een aangepast filmpje liet produceren met behulp van archiefbeelden van Kalou, liet Kalou dit door de rechter verbieden, waarbij hij zich beriep op het portretrecht. De rechter stelde hem in het gelijk, waarop het spotje werd ingetrokken. Het spotje werd medio december 2006 weer vertoond in aangepaste vorm: ogen werden door middel van een oranje balkje afgedekt, andere onderdelen onherkenbaar gemaakt, namen weggepiept, en er werd een humoristisch bedoelde uitleg voor het filmpje vertoond. Alleen de verschijning en naam van Rita Verdonk zijn ongecensureerd gebleven.
Een ander ingetrokken spotje ging over een vrachtwagenchauffeur die in eerste instantie allerlei spookrijders, die aan de linkerkant van de weg reden, tegemoet reed. Uiteindelijk zag je de chauffeur een typisch Britse telefooncel passeren. Door klachten van vrachtwagenchauffeurs werd ook dit spotje uiteindelijk ingetrokken.
Ook mocht een reclame over Adam en Eva niet worden uitgezonden. Eva loopt door het paradijs op zoek naar de man van haar dromen. Dan verschijnt die Adam, maar hij blijkt homoseksueel te zijn.

## Opschorting na aanslag te Apeldoorn
Begin mei 2009 maakte Centraal Beheer bekend zich te bezinnen op het voortbestaan van "Even Apeldoorn bellen". Aanleiding was de aanslag op Koninginnedag 2009. Het bedrijf had zich op die dag nadrukkelijk gemanifesteerd in Apeldoorn en had ook een spotje over Koninginnedag gemaakt. Dit spotje, alsmede de hele campagne werd na de aanslag onmiddellijk teruggetrokken.
Begin september 2009, nadat de onderzoeken naar de aanslag waren afgerond en openbaar gemaakt, maakte het bedrijf bekend de reclameslogan opnieuw te zullen gebruiken. Een woordvoerster zei dat er veel steun voor was betuigd. Op 10 december 2010 werden de eerste nieuwe spotjes uitgezonden op SBS6.

## Lijst van alle "Even Apeldoorn bellen" filmpjes
| Jaar | Naam                 | Beschrijving |
| ---- | -------------------- | --- |
| 1985 | Dinosaurus           | In een museum staat een skelet van een dinosaurus. Een bezoeker moet niezen... |
| 1985 | Caravan              | Een caravan wordt afgekoppeld en de auto rolt weg. |
| 1986 | Parachutist          | Een ruwe instructeur werkt met vaardige hand parachutisten uit een vliegtuig. Een parachute gaat niet open. |
| 1986 | Waterleiding         | Stoere mannen met houwelen werken aan grote waterleidingbuis. Afgeleid door voorbij komende mooie damesbenen, hakt een werker per ongeluk een gat in de buis. Een enorme waterzuil spuit omhoog.                                                                           |
| 1987 | Pits                 | Een raceauto stopt om de banden te verwisselen. Als hij wegrijdt blijkt dat er een wiel is achtergebleven. |
| 1988 | Feest                | Op de bovenverdieping van een huis wordt feest gevierd. De vloer bezwijkt onder het geweld. De feestvierders gaan op de benedenverdieping verder. |
| 1988 | Striptease           | |
| 1989 | Ski                  | In een reclamespot voor Martini glijden vier skiërs van de berg af. De vierde skiër schiet de eindstreep voorbij en dan blijkt dat de reclamespot niet van Martini was. |
| 1989 | Klok                 | Een man schildert de wijzerplaat van een torenklok. Hij ziet dat de klok niet goed gelijk staat en duwt de minuutwijzer in de goede stand. De wijzer breekt af. |
| 1990 | Gorilla              | Een gorilla pakt een dierentuinbezoeker zijn filmcamera af. |
| 1990 | Boot                 | Een man vaart met grote snelheid weg met een speedboot. De boot zit nog met een lang touw aan de steiger vast. |
| 1991 | Rebel                | Een jongeman en een meisje komen met de motorfiets bij een meertje. De jongen kleedt zich uit om te gaan zwemmen. Maar het meisje denkt er anders over, ze gaat er met de motorfiets vandoor. (muziek: Born to Be Wild)                                                    |
| 1991 | Schilderij           | Een man geniet van de opera op de radio en merkt niet dat de buurman een gat in de muur boort. |
| 1992 | Vlieg                | Een marshaller wordt afgeleid door een vlieg die om zijn hoofd zoemt. |
| 1992 | Egel, Lijnentrekker  | Een man rijdt met een wagen waarmee hij strepen op de weg trekt. Hij ontwijkt een egel en raakt bijna van de weg af. Het gaat nog net goed. Maar de netgeverfde streep is niet keurig recht geworden.                                                                      |
| 1992 | Box, Titanic         | Een kist met breekbare inhoud wordt aan boord van een schip gebracht. Er wordt niet erg zorgvuldig met de kist omgesprongen, maar alles gaat goed. Het schip blijkt de Titanic te zijn.                                                                                    |
| 1993 | Tattoo               | Een tatoeëerder wordt tijdens zijn werk afgeleid door de telefoon. |
| 1994 | Abilene              | Een jongeman laat zich fotograferen om een kaart aan zijn geliefde te sturen. De fotograaf verwisselt de foto echter met de foto van een desperado. |
| 1994 | Zweefvlieger         | Twee mannen komen op een zweefvliegveld, stappen in en vliegen weg. Beide mannen denken dat ze passagier zijn en de ander een piloot. |
| 1995 | Logo                 | Centraal Beheer heeft een nieuw logo en er worden grote hoeveelheden briefpapier gedrukt met het nieuwe logo. Maar er is iets niet goed gegaan. |
| 1995 | Weekend              | Een man ziet een hypnotiseur op televisie. |
| 1995 | Pianist              | Drie kinderen, Billy Joel, Stevie en Elton, stuntelen op een piano. Ze willen beroemde musici worden. Het vierde kind blijkt een virtuoos te zijn, maar hij wil later loodgieter worden.                                                                                   |
| 1996 | Museum               | Een jongen zit in een museum aan een voodoopoppetje. Op hetzelfde moment doet de Amerikaanse president rare dingen. |
| 1996 | Krant                | Een jongen bezorgt de kranten. In de volgende scène, jaren later, zien we een rijke man bij een villa. De krant wordt bezorgd door dezelfde jongen, inmiddels volwassen geworden.                                                                                          |
| 1998 | Balletje             | Het hondje van de brugwachter speelt met een rood balletje. In het huisje van de brugwachter is ook zo'n balletje, op de hendel waarmee de brug wordt bediend. |
| 1999 | Wesp                 | Een koorddanser wordt gehinderd door een wesp. |
| 1999 | Joyriding            | Een jongeman gaat rijden met de auto van zijn ouders. Hij botst op een andere auto. Dat blijkt de auto van twee topadvocaten te zijn. |
| 2000 | Augurk               | Een geleerde maakt een stof waarmee hij de groei van augurken kan bevorderen. Er komt wat van het spul op zijn neus terecht. |
| 2000 | Chatwakan            | Een echtpaar bezoekt met de caravan een plaats waar zich drie geisers bevinden. De derde geiser bevindt zich net op de plek waar ze hun caravan hebben geparkeerd. |
| 2001 | Rio                  | Twee mannen rijden met de auto naar het vliegveld voor een welverdiende vakantie in Rio. Ze raken uit de koers en de auto rijdt een juwelierswinkel binnen. |
| 2001 | Cementmixer          | Een man komt met een cementwagen langs zijn huis. Er staat een sportauto voor de deur en door het raam ziet hij zijn vrouw met een onbekende man. De cementchauffeur stort zijn lading in de sportauto.                                                                    |
| 2001 | Transport            | Een oudere automobilist, een banketbakker, rijdt uiterst behoedzaam. Hij stopt voor een overstekende eendenfamilie. Dat blijkt funest voor de bruidstaart die hij op Soestdijk wilde bezorgen.                                                                             |
| 2002 | Straatartiest        | Onder begeleiding van een muziekje van een gettoblaster legt een artiest op de Amsterdamse Dam zijn armen en benen in de knoop. Op dat moment grijpt iemand het muziekapparaat en rent ermee weg.                                                                          |
| 2002 | Overval              | Een gendarme krijgt bericht dat een gevreesde bende weer een overval heeft gepleegd. Een dringende zaak. Hij houdt een auto staande, gooit de inzittenden eruit en zet de achtervolging in. Dan blijkt dat het de auto van de bende is.                                    |
| 2003 | Help!                | Een man hangt aan de dakgoot nadat de ladder onder hem is weggegleden. Er komt spoedig hulp, maar de helpers zien dat de man de presentator van Bananasplit is. |
| 2003 | Paard                | Iemand heeft voor veel geld een paard gekocht. Het paard heeft al veel prijzen gewonnen en de koper heeft goede hoop bij de paardenrennen. Het blijkt echter een dressuurpaard te zijn.                                                                                    |
| 2004 | Leeuw                | Een gezin rijdt naar huis na bezoek aan een safaripark, zonder te merken dat er een leeuw op het dak van de auto ligt. Muziek: The lion sleeps tonight |
| 2004 | Schoonmaaksters      | Twee schoonmaaksters gaan aan het werk in een huis waar het een vreselijke bende blijkt te zijn. Dan verschijnt de politie om onderzoek te doen naar een zojuist gepleegde inbraak.                                                                                        |
| 2005 | Boodschappen         | Een winkelwagentje raakt in een parkeergarage aan de rol. Een automobilist kan net op tijd wegrijden om te voorkomen dat het wagentje zijn auto raakt. Maar daarmee raakt hij een andere auto.                                                                             |
| 2005 | Bewaker              | In een museum gaat een lampje kapot en de bewaker zorgt voor een nieuw lampje. Daarbij let hij niet op het maximale vermogen en er ontstaat brand. Het lampje zit in een Gouden Loeki.                                                                                     |
| 2005 | Expeditie            | Een schip is op zoek naar een gezonken schip waarin zich een gouden boeddhabeeld bevindt. Het gezonken schip wordt gevonden en het anker wordt uitgeworpen - net op het waardevolle boeddhabeeld.                                                                          |
| 2006 | Acupunctuur          | Er breekt brand uit terwijl een man door een acupuncturist wordt behandeld. De brandweer komt met een vangzeil en de acupuncturist brengt zich in veiligheid. Dat doet zijn klant, wiens lichaam vol naalden zit, hem niet na.                                             |
| 2006 | WK 2006              | |
| 2006 | Getuige              | Meneer Williams getuigt tegen een zware criminele familie. Om hem te beschermen krijgt hij een nieuwe identiteit en een nieuwe woonplaats. Dan blijkt dat hij de 100 000e inwoner is, wat uitgebreid in de krant en op televisie komt.                                     |
| 2007 | Cipier               | Een jonge cipier ziet dat zijn oudere collega's niets nalaten om de gevangenen te pesten. Dat doet de jongeman dus ook, maar een van de gedetineerden blijkt een bodybuilder te zijn.                                                                                      |
| 2007 | Ambulance            | Twee Finse ambulancebroeders krijgen een nieuwe auto. Als ze achteruit rijden klinkt er een gepiep - hetzelfde gepiep dat in de vorige ziekenauto betekende dat de patiënt gereanimeerd moest worden.                                                                      |
| 2008 | Burgemeester         | Voor Koninginnedag wordt een show gepland waarbij een parachutist op een drukknop springt waarmee de feestverlichting wordt ingeschakeld. De hoed van de koningin lijkt veel op de drukknop.                                                                               |
| 2008 | Ufo                  | Een buitenaards ruimteschip landt op de aarde en komt terecht in een vliegenvanger. |
| 2009 | Augmented reality    | Een glazenwasser valt met zijn ladder. De man die binnen de krant leest merkt het niet. |
| 2010 | Muis                 | Er wordt een betonnen vloer gestort in een huis. Er gaat wel erg veel beton in. |
| 2010 | Picknick             | Een auto staat geparkeerd op een helling en rolt weg. De eigenaar leent een fiets en gaat erachteraan. Hij slaagt erin achter het stuur te klimmen. Maar de auto staat op het stuurslot.                                                                                   |
| 2011 | Schotland            | Een auto komt tot stilstand in een kudde schapen. De inzittenden gaan hulp zoeken. Dan blijkt dat de auto op een overweg staat. Muziek: Falderi, faldera |
| 2012 | Birdie               | Er is een evenement met een monstertruck. Twee bezoekers vinden met moeite een parkeerplaatsje. Dat blijkt te zijn tussen de auto's die door de monstertruck geplet worden.                                                                                                |
| 2012 | Speedboot            | Een jongeman en een meisje maken veel plezier aan boord van de boot, ver van de kust. Ze vallen samen overboord. |
| 2013 | Eurovisie            | |
| 2013 | Koekoek              | Een man ergert zich aan het gekoekoek van de klok en slaat de klok kapot. Dat ziet hij in een televisieprogramma dat de klok een bijzonder zeldzaam stuk was. |
| 2014 | De zelfrijdende auto | |
| 2015 | Welkom               | |
| 2015 | Feestje              | |
| 2016 | Rapper               | |
| 2017 | Hulk                 | |
| 2021 | Freedom              | Een jongeman wordt uit de gevangenis vrijgelaten en rijdt vrolijk weg. Hij gooit vanuit de auto een blikje naar een afvalbak. Hij mist en het blikje rolt van een helling af. Het wordt gevonden door rechercheurs die net op dat moment onderzoek doen naar een misdrijf. |
| 2022 | Container            | Een Poolse werknemer van een vervoersbedrijf laadt de verkeerde container op een schip. Het is een bewoonde wooncontainer. |
| 2025 | Scammer              | Een jongeman is in een ver land op vakantie. Zijn tas wordt door een aapje gestolen. Nu kan hij de hotelrekening niet betalen. Hij belt met een geleend toestel naar zijn ouders om geld te vragen, maar zijn ouders denken dat hij een scammer is.                        |